# Engineered Materials Arrestor System

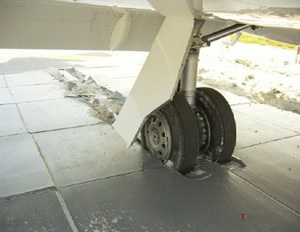
EMAS nach dem Überfahren durch ein Flugzeugfahrwerk

Bei einem Engineered Materials Arrestor System (EMAS) handelt es sich um eine Art Notfallspur am Ende einer Start-/Landebahn. Der Zweck eines EMAS besteht darin, ein Flugzeug, welches das Ende einer Start-/Landebahn überrollt hat, ohne Personenverletzung und mit minimalem Flugzeugschaden zu stoppen. Das Zermalmen des EMAS-Materials bremst das Flugzeug schnell ab.
Ein EMAS ähnelt im Konzept der Notfallspur für LKW oder dem Sandgleis im Schienenverkehr, verwendet wird jedoch ein anderes Material als Kies oder Sand.

## Anwendung

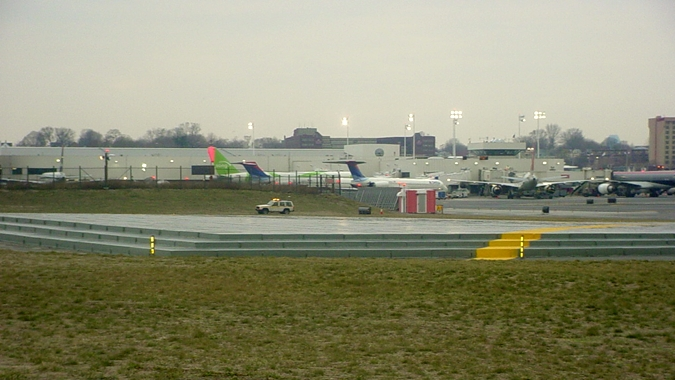
Abgetreppte Ausführung bei abschüssigem Gelände

Als durch die FAA (Federal Aviation Administration) in den USA vorgeschriebene Maßnahme wurde zum Beispiel die Landebahn 6/24 des Flughafens Teterboro in New Jersey damit ausgestattet, nachdem 2005 ein Flugzeug über die Landebahn hinausschoss, den 6-spurigen U.S. Highway 46 überrollte und dann in ein Gebäude raste. Im Jahr 2006 erhielt auch das südliche Ende der Landebahn 01/19 ein EMAS. Diese Landebahn läuft direkt auf eine Straßenkreuzung zu. Die Länge beträgt 300 Meter.
EMAS ist jedoch noch kein obligatorisches Sicherheitssystem an Flugplätzen, weder in den USA noch in Europa oder Asien. Bis zum Jahresende 2010 waren gerade erst 51 Landebahnen auf 35 Flughäfen in den Vereinigten Staaten mit EMAS ausgestattet. Zu ihnen gehören unter anderem New Yorks John F. Kennedy Airport. Bis zum Mai 2017 ist diese Zahl in den USA auf 106 Landebahnen auf 67 Flughäfen angewachsen. Von 1999 bis 2017 wurden mit dem System in den Vereinigten Staaten 12 Luftfahrzeuge gestoppt. In Europa besitzen u. a. der Flughafen Madrid-Barajas (LEMD) und der Flughafen Zürich (LSZH), in Asien besitzt der Flughafen Jiuzhai Huanglong das System.
In Deutschland wurde im März 2019 der Flughafen Saarbrücken als erster mit dem System ausgestattet.

## Aufbau

Schematischer Aufbau eines Arrestor-Systems mit Blöcken aus Porenbeton als Hauptbestandteil

Die Anforderungen an die für Arrestor-Systeme verwendeten Materialien werden von der FAA festgelegt, ohne bestimmte Materialien vorzuschreiben. Die Oberfläche muss unter anderem widerstandsfähig gegen Witterungseinflüsse, gängige Betriebsflüssigkeiten sowie Enteiser sein; sie darf nicht durch Pflanzenbewuchs oder Tiere beeinträchtigt werden. Die Oberfläche muss sicher begeh- und befahrbar sein, z. B. durch Betriebspersonal und Winterdienst. Um dies sicherzustellen, wird das eigentliche Arrestor-Material durch eine Deckschicht aus Kunststoff oder Kunstharz geschützt. Der Hersteller Runway Safe verwendet für die Arrestor-Schicht entweder Blöcke aus Porenbeton (EMASMAX) oder Schaumglas (greenEMAS). Trotz der erforderlichen Widerstandsfähigkeit gegenüber äußeren Einflüssen, wie beispielsweise das Befahren mittels Feuerwehrfahrzeugen, muss das Material beim Überrollen durch ein Flugzeug, von diesem zuverlässig zerstört werden.